# Бат (Англія)

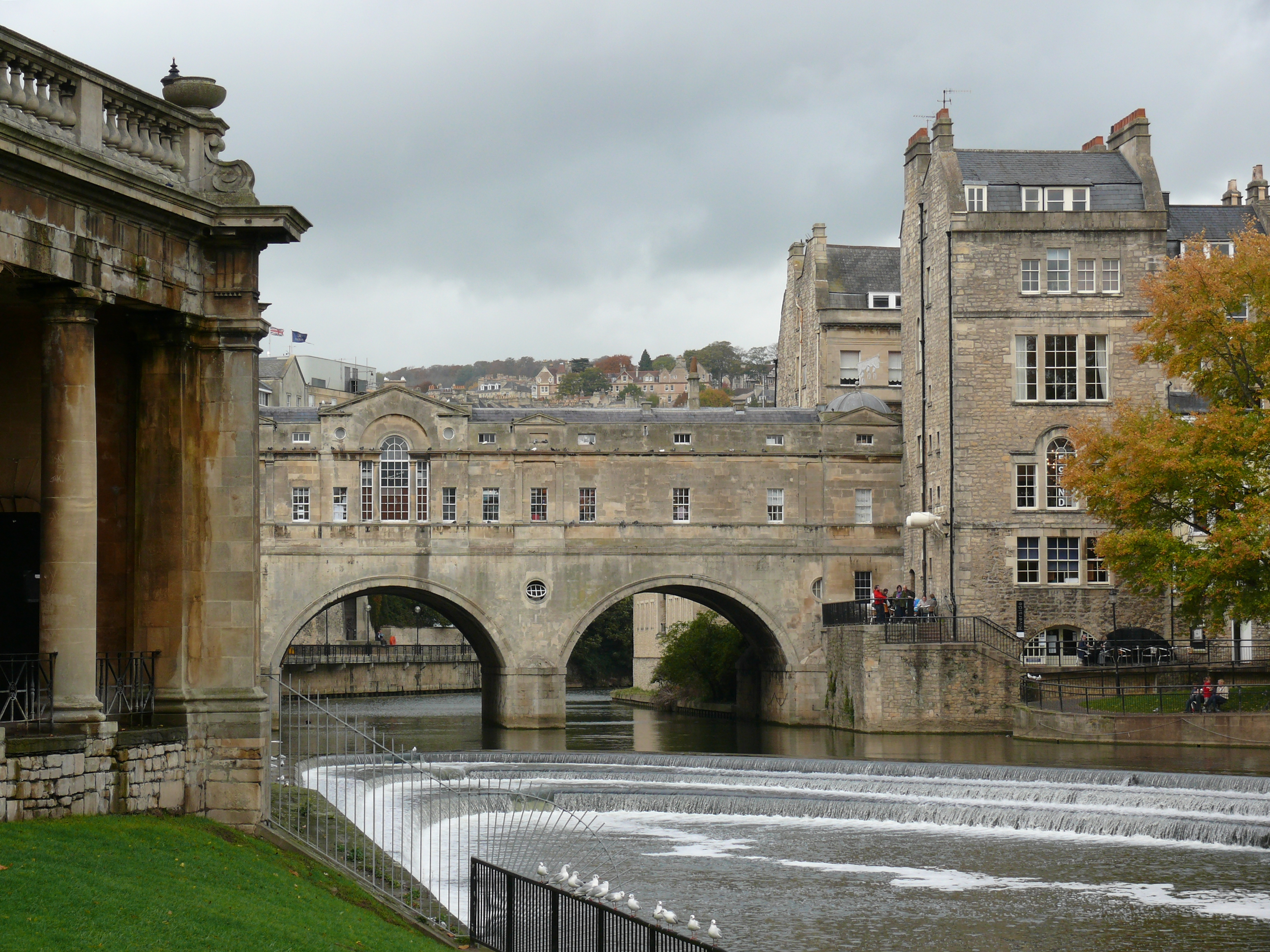
Міст Пултіні у Баті

Бат (англ. Bath, дослівно «купальня», «басейн») — місто на південному заході Великої Британії, на річці Ейвон, головне місто графства Сомерсет. Розміщене за 156 км на захід від Лондона та за 18 км на південний схід від Бристоля. 83 992 мешканців (2001).

## Географія
Середня температура міста становить 10 °C, що вище, ніж в більшості англійських міст. Літо помірне, зима дощовита, але м'яка.

## Історія
Бальнеологічний курорт. Термальні води (45–49°C, єдині в країні) радонові мінеральні води (використовувались ще римлянами, які заснували тут у I столітті поселення Води Суліс (лат. Aquae Sulis), збереглися залишки давньоримських терм і храму). В 973 році в Батському абатстві був проголошений королем Англії Едгар Мирний. Значно пізніше, місто стало популярним як спа-курорт у час георгіанської епохи, що призвело до значного розширення, залишивши неймовірну архітектурну спадщину, побудовану з місцевого каменю.

## Сучасність
Місто Бат є об'єктом Світової спадщини ЮНЕСКО з 1987 року. Має багато театрів, музеїв та інших культурних і спортивних закладів, які допомогли зробити місто центром туризму, який за рік відвідує більше одного мільйона відвідувачів тривалого перебування, і більше, ніж 3 800 000, які залишаються тільки на вихідні. Місто має два університети і багато шкіл.

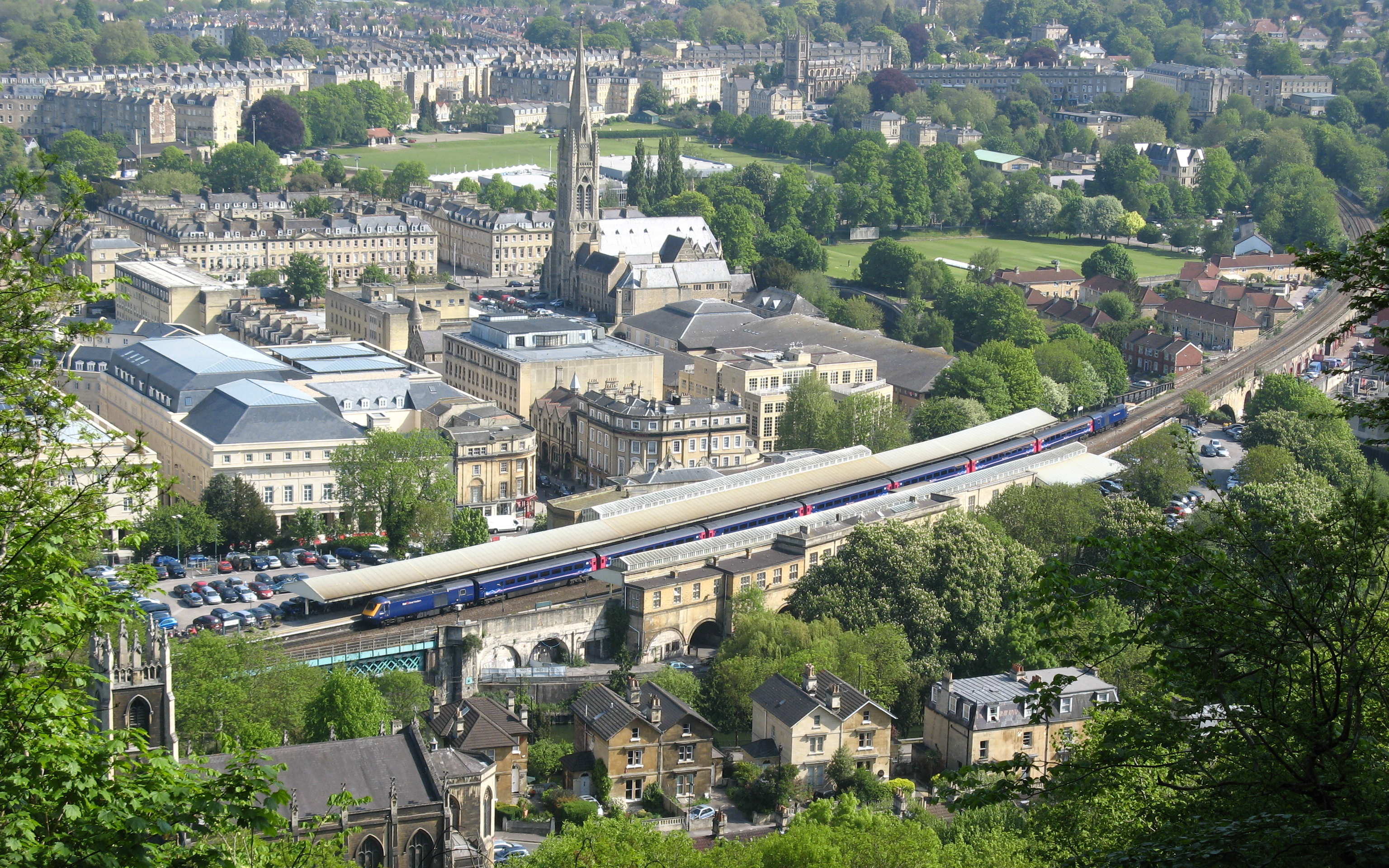
Залізнична станція

Машинобудування, швейні, поліграфічні підприємства. Музей костюму. Художня галерея. Готична церква Батського абатства (XV–XVII століття), ансамблева міська забудова. Щорічні музичні фестивалі.

### Гарячі джерела
Гарячі джерела, яким місто завдячує своїм існуванням, стало відоме вже в 44 р., ще до появи в цих місцях римських легіонів. Джерел — 4, із середньою температурою 46 °C. Допомагає в лікуванні ревматизму, паралічу; воду пють і використовують для ванн і душів. Сезон триває з листопада до квітня.

## Населення

### Район
Відповідно до перепису населення у 2011, Бат, разом з Північно-Східним Самерсетом, котрий включає територію навколо Бата аж до Жувальної долини (Chew Valley), мав населення 176 015 осіб. Статистика свідчить, що район в більшій мірі заселений білошкірими людьми (на 94,6 % ), ніж Британія в цілому (87,17 %). Проте серед мешканців і представники інших рас — змішані раси 1,6 %, азіати — 2,6 %, чорні — 0,8 % (середні показники по країні — 1,98 %, 6,92 % та 3,01 % відповідно).
56,5 % мешканців є християнами, представники інших релігій не переважають 0,7 %. 83,9 % жителів оцінюють своє здоров'я як добре або дуже добре, вище за національний рівень (81,40 %). На національному рівні 18 % людей описали себе як такі, що мали довготривалу хворобу; у Баті таких 16,10 %.

### Місто
Перепис населення за 2011 рік зафіксував 94 782 осіб, що проживають у міському районі Бата та 88 859 ,які населяють місто. Мешканці Бата відомі як батоняни[джерело?].

## Відомі особистості
У поселенні помер:
- Вільям Крофт (1678—1727) — відомий англійський органіст та композитор епохи бароко.

### Уродженці
- Едвін Лонг (1829—1891) — англійський жанровий художник і портретист.

## Міста-побратими
- Екс-ан-Прованс
- Алкмар
- Брауншвейг
- Капошвар
- Олександрія